# Union Football Club d'Ixelles
 (septembre 2024).
Si vous disposez d'ouvrages ou d'articles de référence ou si vous connaissez des sites web de qualité traitant du thème abordé ici, merci de compléter l'article en donnant les références utiles à sa vérifiabilité et en les liant à la section « Notes et références ».
Dernière mise à jour : 8 février 2011.
L'Union Football Club d'Ixelles (ou Union FC) était un club de football belge qui prit part au premier championnat de football de Belgique en 1895-1896. Il termina 7e et dernier.
Le club fut fondé en 1892 et cessa ses activités en 1901.
Il ne participa qu'une seule année au championnat de Belgique
On peut supposer que ce club évoluait en noir et blanc (voir logo).

## Résultats dans les divisions nationales
Statistiques clôturées, club disparu

### Bilan
| Niv | Divisions     | Jouées | Titres | TM Up | TM Down |
| --- | ------------- | ------ | ------ | ----- | ------- |
| I   | 1re nationale | 1      | 0      |       |         |
| II  | 2e nationale  | 0      | 0      |       |         |
| III | 3e nationale  | 0      | 0      |       |         |
| IV  | 4e nationale  | 0      | 0      |       |         |
| V   | 5e nationale  | 0      | 0      |       |         |
|     |               |        |        |       |         |
|     | TOTAUX        | 1      | 0      | 0     | 0       |

- TM Up : test-match pour départager des égalités, ou toutes formes de Barrages ou de Tour final pour une montée éventuelle.
- TM Down : test-match pour départager des égalités, ou toutes formes de Barrages ou de Tour final pour le maintien.

### Classements
| Ordre | Saison  | Nom du club                                                                       | Niveau                                                                            | Classement final                                                                  | Remarques                                                                         |
| ----- | ------- | --------------------------------------------------------------------------------- | --------------------------------------------------------------------------------- | --------------------------------------------------------------------------------- | --------------------------------------------------------------------------------- |
| 1     | 1895-96 | Union FC d'Ixelles                                                                | Division d'Honneur (D1)                                                           | 7e/7                                                                              | Arrêt                                                                             |
| X     | 1901    | Le club ne s'inscrit pas aux championnats suivants et cesse ses activités en 1901 | Le club ne s'inscrit pas aux championnats suivants et cesse ses activités en 1901 | Le club ne s'inscrit pas aux championnats suivants et cesse ses activités en 1901 | Le club ne s'inscrit pas aux championnats suivants et cesse ses activités en 1901 |